# Parc national du Gros-Morne
Vous lisez un « bon article » labellisé en 2010.
Pour l’article homonyme, voir Gros Morne (homonymie).
Le parc national du Gros-Morne est un parc canadien, situé sur la côte occidentale de l'île de Terre-Neuve, dans la province de Terre-Neuve-et-Labrador à environ 700 km à l'ouest de Saint-Jean. Il est nommé d'après le Gros Morne, le second plus haut sommet de l'île.
D'une superficie de 1 805 km2, le parc est particulièrement réputé pour la richesse de sa géologie. Il possède une portion du fond océanique de l'ancien océan Iapetus et du manteau terrestre exposé, ce qui en fait un bon exemple de la tectonique des plaques. Il est aussi reconnu pour la beauté de ses vallées glaciaires, dont celle de l'étang Western Brook.
Habitée par diverses tribus depuis plus de 5 000 ans, la zone du parc fut aussi l'une des premières régions des Amériques fréquentées par les Européens, d'abord par les Vikings au Xe siècle et ensuite par les pêcheurs basques, français et anglais. Longtemps disputée, la région Gros-Morne devint anglaise au début du XVIIIe siècle, mais les Français conservèrent des droits de pêche et de séchage du poisson. Elle fut finalement habitée, à partir du début du XIXe siècle, par une population pratiquant la pêche ainsi que l'exploitation forestière. Le parc a été créé en 1973 à la suite d'une entente fédérale-provinciale, qui fut officialisée le 1er octobre 2005. Il fut reconnu comme site du patrimoine mondial de l'UNESCO en 1987. Le parc est visité par environ 170 000 visiteurs par année et est administré par l'agence Parcs Canada.

## Géographie

Le parc national du Gros-Morne

Le Gros-Morne est un parc de 1 805 km2 situé dans l'Ouest de l'île de Terre-Neuve, à environ 700 km à l'ouest de Saint-Jean et à 120 km au nord de Corner Brook. Le parc est situé dans les monts Long Range et de part et d'autre de la Bonne Baie.
Bien que ce parc soit situé entièrement dans les territoires non organisés des divisions no 9 et no 5, il enclave plusieurs municipalités, soit Trout River, Woody Point, Glenburnie-Birchy Head-Shoal Brook, Norris Point, Rocky Harbour, Sally's Cove, St. Pauls et Cow Head. La population de ces huit communautés est d'environ 4 000 personnes.

### Géologie

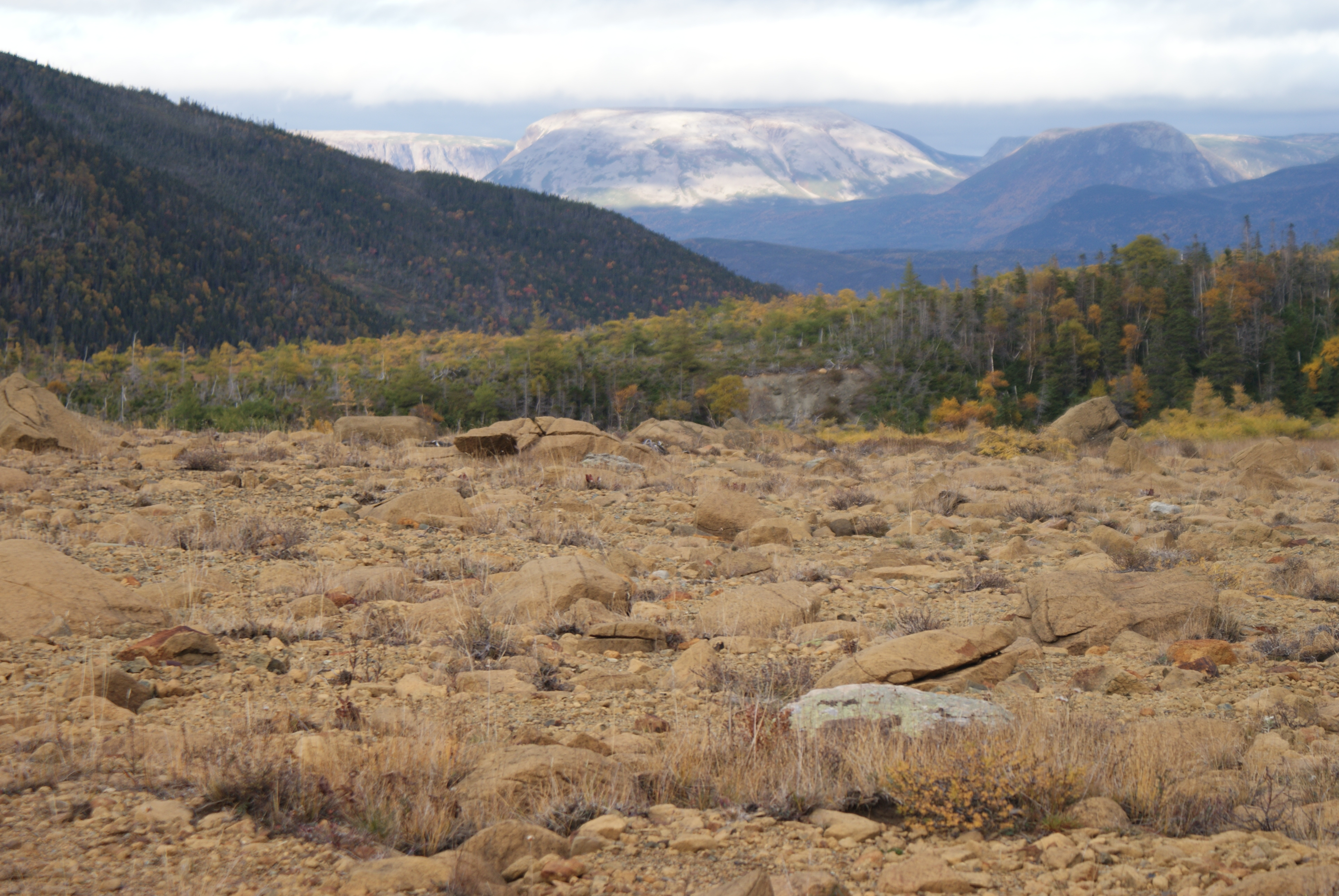
Le Gros Morne vu du sommet des Tablelands.

Les plus vieilles roches de Gros-Morne ont été formées il y a 1,2 milliard d'années. Elles sont composées en majorité de granite et de gneiss provenant de la collision entre deux continents. Ces gisements ont formé l'actuel plateau des monts Long Range.
À la fin du Précambrien, il y a 570 millions d'années, l'ouverture de l'océan Iapetus engendre de nombreux dykes visibles des étangs Western Brook et Ten Mile. Durant les 200 millions d'années suivantes, au Cambrien et à l'Ordovicien, le continent de Laurentia et la zone de Gros-Morne subissent une intense érosion. Au début, ceux-ci sont composés en majorité de sable, dont le quartzite du Gros Morne. La région est ensuite occupée par une mer tropicale, ce qui favorise la formation de bancs de carbonates, qui forment d'épais dépôts de calcaire et de dolomie. Les courants marins et les tremblements de terre provoquent le détachement d'une partie de ces sédiments du plateau continental qui se retrouvent au bas du talus continental et forment des brèches calcaires à travers les shales.

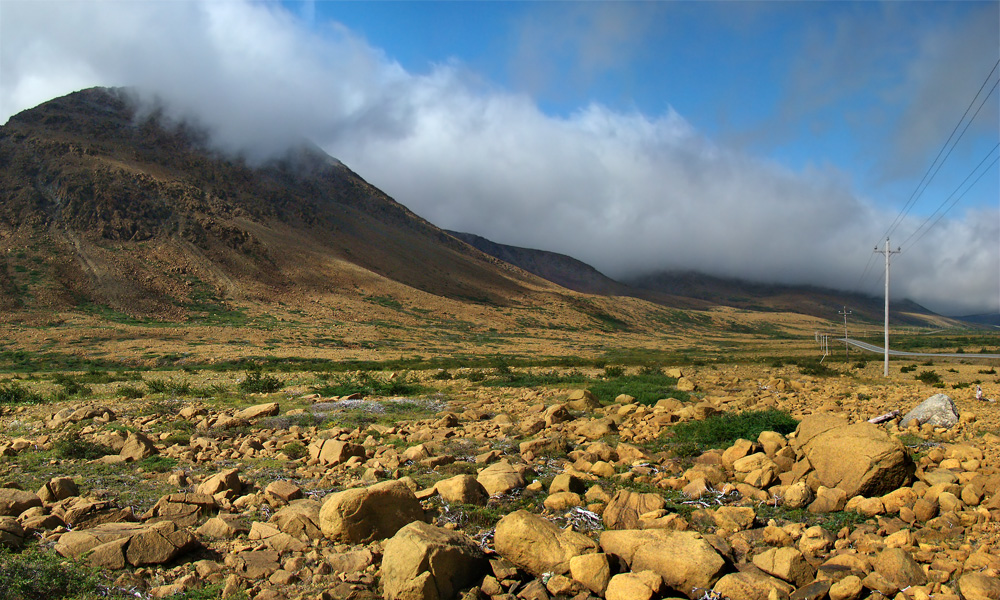
Paysage des Tablelands.

Il y a 500 millions d'années, l'océan Iapetus commence à se refermer. Lors de la collision des continents, une partie de la croûte océanique de l'océan Iapetus est emprisonnée dans la plaque continentale voisine, donnant naissance à des ophiolites. Cette intrusion est responsable de la formation des Tablelands, l'un des rares endroits où l'on peut voir une coupe transversale de la croûte océanique, de la discontinuité de Mohorovicic et du manteau terrestre. Les principales roches que l'on retrouve sont la péridotite, la dunite, le diabase le gabbro et le basalte. Ce phénomène se termine il y a 475 millions d'années. Les sédiments les plus récents sont des grès verts, des brèches et des shales.
Durant de Dévonien, la formation des Appalaches provoque le soulèvement général de la région. Celle-ci reste ensuite géologiquement stable, uniquement soumise à l'érosion. Les glaciations des deux derniers millions d'années donnent au parc son aspect actuel.
Green Point, qui est située à 12 km au nord de Rocky Harbour a été reconnu comme point stratotypique mondial pour distinguer la séparation entre le Cambrien et l'Ordovicien.

### Relief

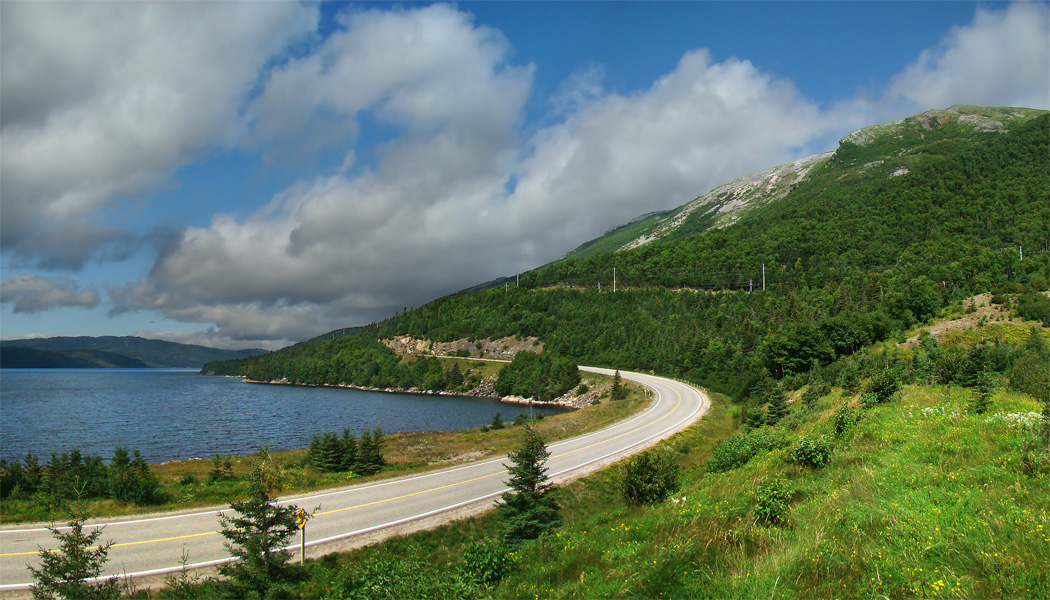
La route 430 à l'ouest de Rocky Harbour.

Le relief de la région du Gros-Morne est caractérisé par la présence de deux plateaux séparés par la Bonne Baie. Le plateau le plus haut nord comprend le Gros Morne (806 m) et le Big Level (795 m). Ce plateau est entrecoupé par d'impressionnantes vallées glaciaires occupées par les étangs Ten Mile, Baker Brook et Western Brook, les falaises du dernier atteignant 670 m. Le plateau au sud de la Bonne Baie, plus petit, comprend les Tablelands (721 m). Au nord-ouest de la Bonne Baie, entre Rocky Harbour et Cow Head, on retrouve une plaine côtière de faible altitude d'une largeur de cinq kilomètres.

### Hydrographie

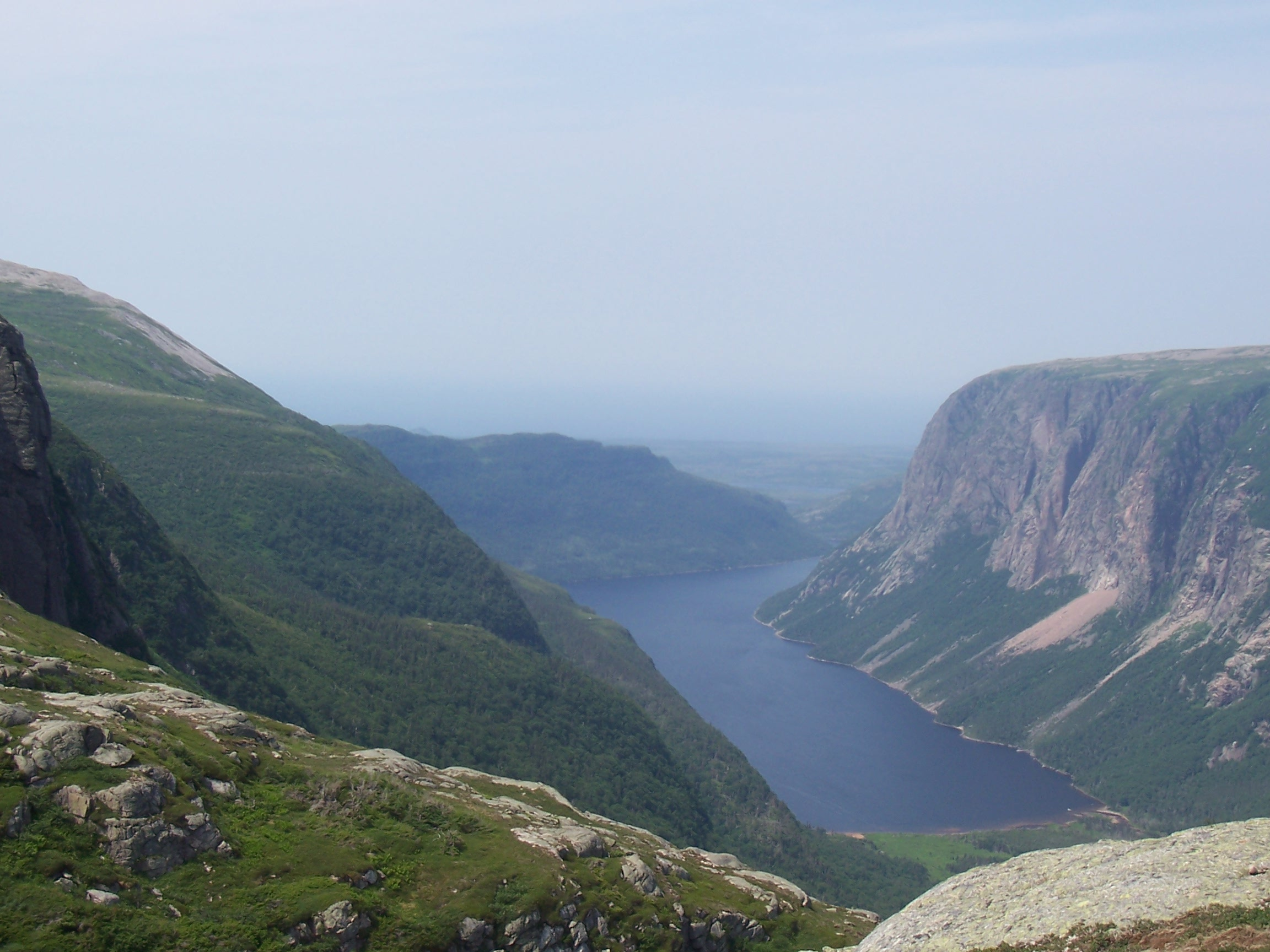
L'étang Ten Mile.

Le parc du Gros-Morne comprend 284 km de littoral marin. La côte est découpée par deux baies profondes, soit la Bonne Baie et la baie St. Pauls. Le parc est traversé par trois rivières, la Trout, la Lomond et la St. Pauls ainsi que par de nombreux ruisseaux. Le parc possède de nombreuses étendues d'eau, appelées étangs (Pond,). Les principaux sont les étangs Trout River, Ten Mile, Baker Brook et Western Brook.

### Climat
Le climat du parc est frais, avec un climat maritime, du fait de sa proximité de la mer. Les terrains situés plus en altitude sont caractérisés par un climat subarctique. La température annuelle moyenne est de 3 °C, avec un mois de juillet de 15,4 °C et un mois de février à −8,9 °C. Les précipitations annuelles du parc sont de 1 316,5 mm incluant 418 cm de neige. Enfin, le brouillard est présent de 10 à 30 jours par an.
| Mois                              | jan.  | fév.  | mars | avril | mai  | juin  | jui. | août  | sep.  | oct.  | nov.  | déc. | année   |
| --------------------------------- | ----- | ----- | ---- | ----- | ---- | ----- | ---- | ----- | ----- | ----- | ----- | ---- | ------- |
| Température minimale moyenne (°C) | −11,4 | −13,3 | −9,5 | −2,4  | 1,9  | 6,7   | 11,2 | 11,1  | 7,5   | 2,7   | −1,7  | −7,7 | −0,4    |
| Température moyenne (°C)          | −7,5  | −8,9  | −4,8 | 1,6   | 6,4  | 11,3  | 15,4 | 15,2  | 11,4  | 6     | 1,2   | −4,3 | 3,6     |
| Température maximale moyenne (°C) | −3,6  | −4,4  | −0,2 | 5,6   | 10,8 | 15,8  | 19,6 | 19,3  | 15,3  | 9,3   | 4     | −0,9 | 7,5     |
| Précipitations (mm)               | 145,5 | 97    | 97,3 | 66,4  | 73,7 | 105,3 | 99,6 | 110,5 | 112,1 | 134,7 | 132,3 | 142  | 1 316,5 |
| dont neige (cm)                   | 115,1 | 76,1  | 62,1 | 23,1  | 5    | 0     | 0    | 0     | 0     | 3,8   | 35,7  | 97,1 | 418     |

## Milieu naturel

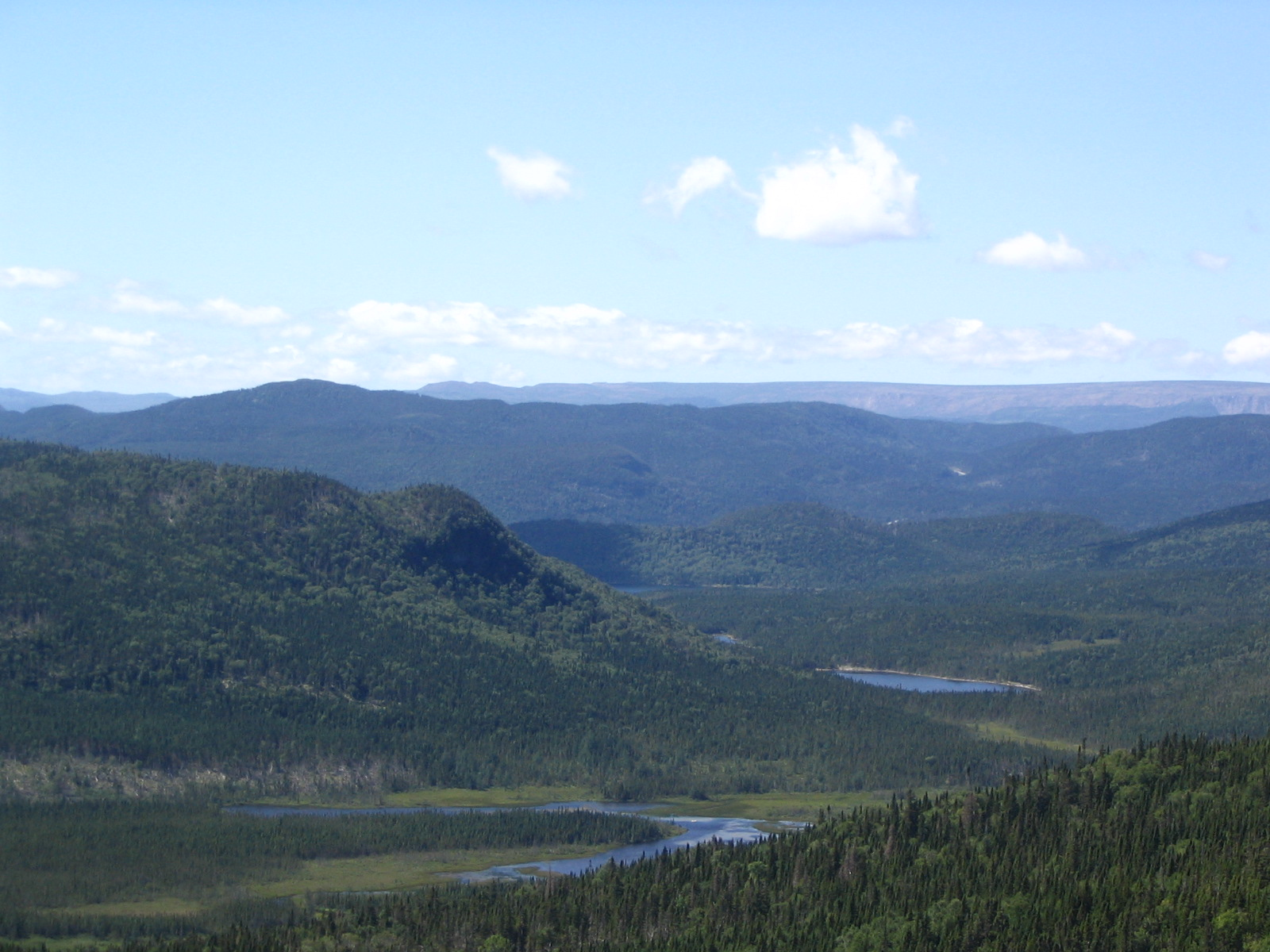
Forêts de Gros-Morne.

Selon la Commission de coopération environnementale, le parc est situé dans l'écorégion de niveau III de l'île de Terre-Neuve des forêts septentrionales,. Le Canada, en ce qui concerne son cadre écologique, divise l'île de Terre-Neuve en plusieurs écorégions, dont trois sont dans le parc. La première, le Sud-Ouest de Terre-Neuve, comprend les rives de la Bonne Baie et le sud du parc. Elle est caractérisée par un climat doux par rapport au reste de l'île et des forêts denses de sapin baumier. La région des monts Long Range est quant à elle caractérisée par une lande à éricacées et un climat beaucoup plus frais. Elle comprend les sommets du parc. La dernière région, la péninsule Northern, comprend la côte au nord de la Bonne Baie. Elle est occupée par des forêts de sapin baumier et d'épinette noire.

### Flore
On retrouve dans le parc du Gros-Morne 711 espèces de plantes vasculaires, 401 espèces de bryophytes (mousses et hépatiques) et de 400 espèces de lichens, ce qui représente 60 % de la flore présente sur l'île. Les côtes du parc sont composées en majorité d'épinette blanche (Picea glauca) et de sapin baumier (Abies balsamea). La plaine côtière comprend de nombreuses tourbières de sphaigne accompagnées d'aulne (Alnus sp.) et de marais de carex accompagnés de mélèze laricin (Larix laricina). Les sols humides sont peuplés d'épinette noire (Picea mariana) et les forêts ayant un sol plus sec de sapin baumier.

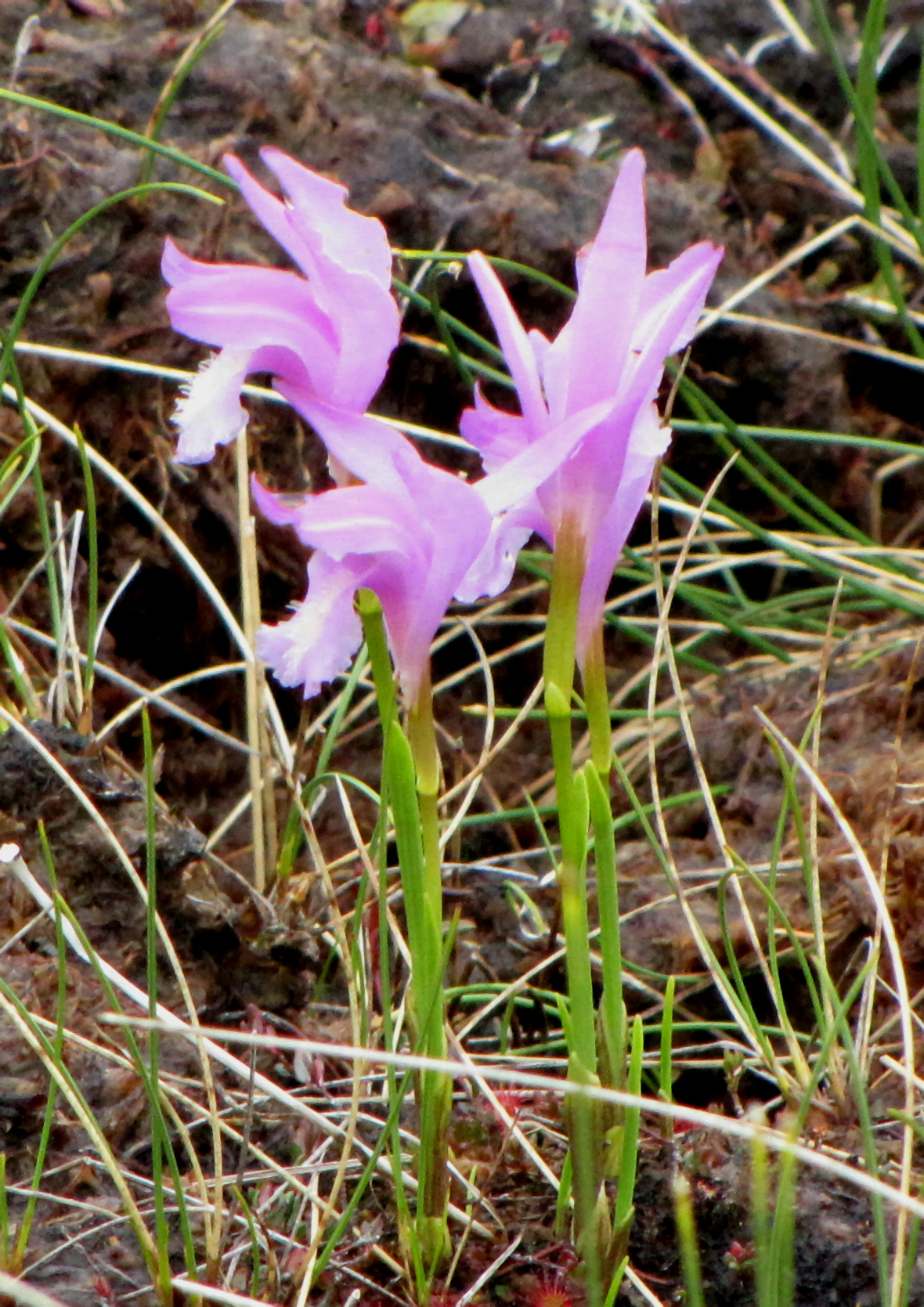
Aréthuse bulbeuse (Arethusa bulbosa) près de l'Étang Western Brook.
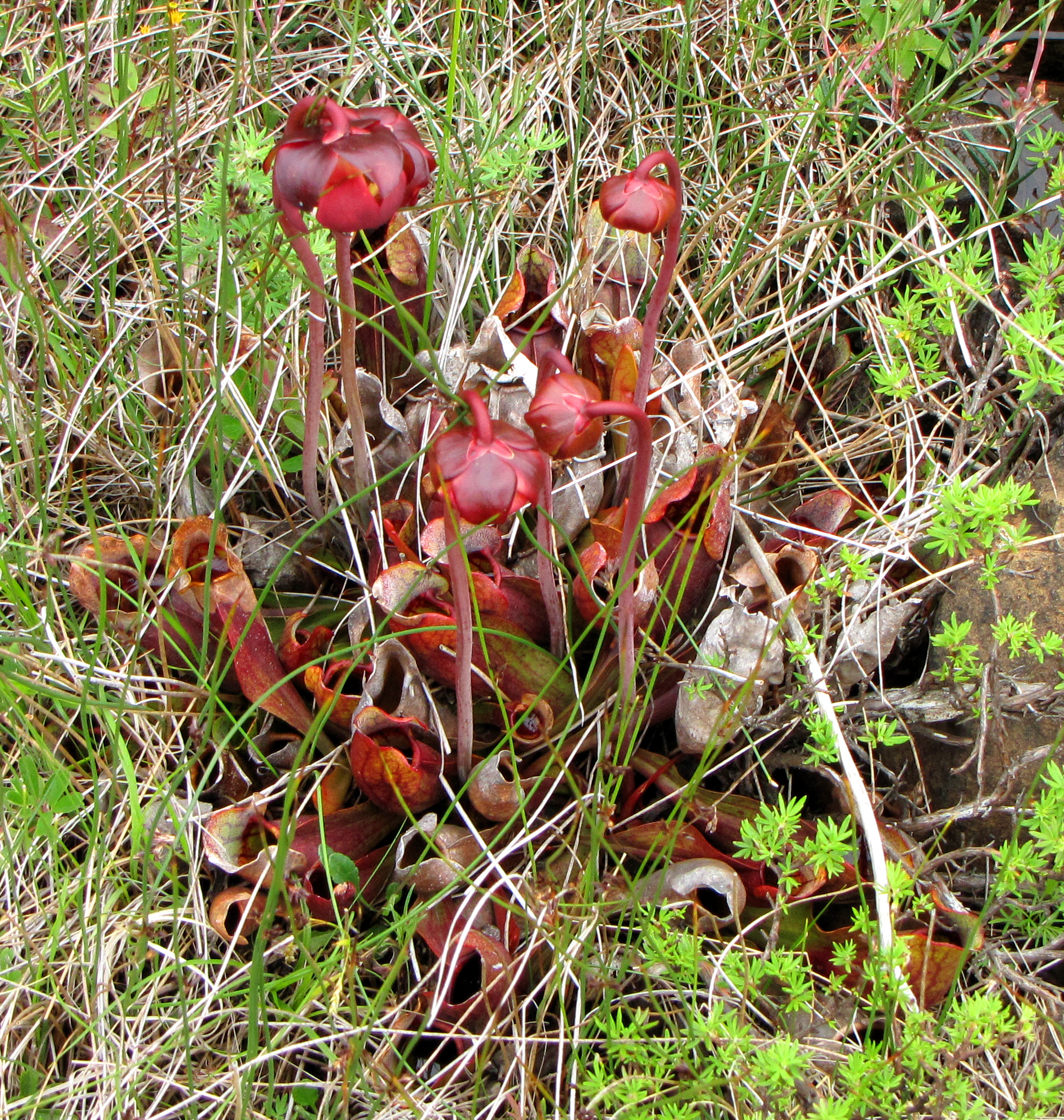
Sarracénie pourpre (Sarracenia purpurea) sur les Tablelands.
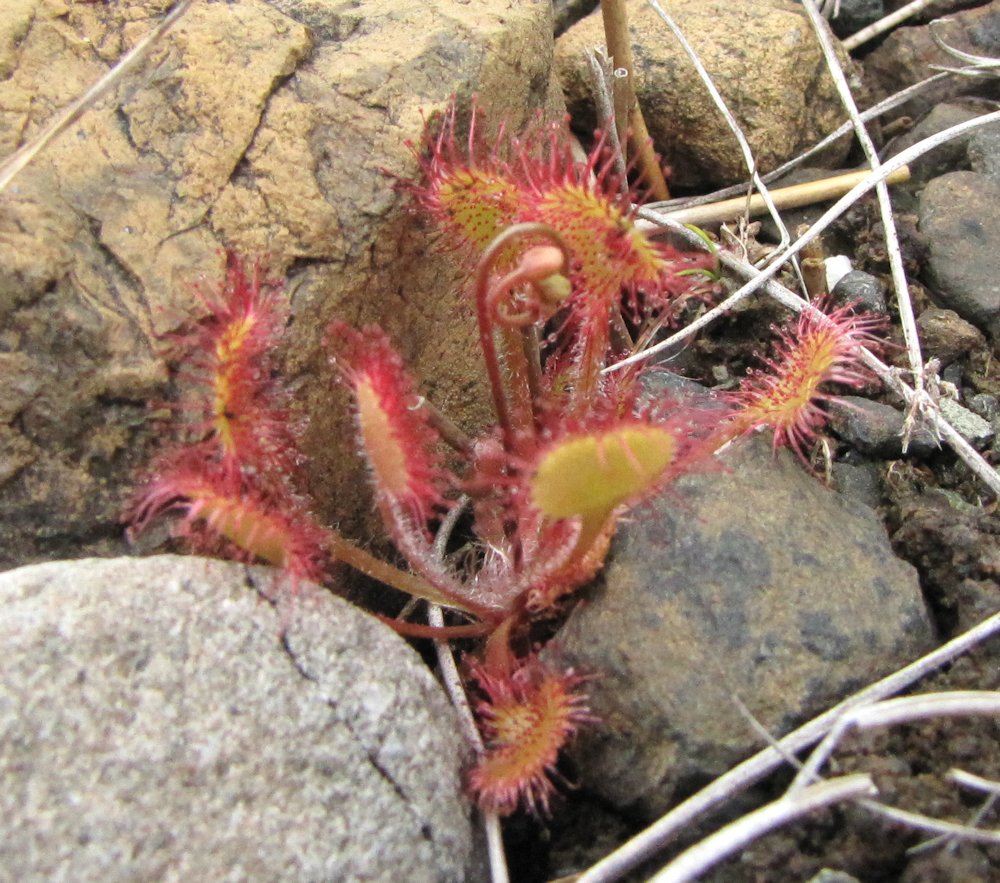
Droséra à feuilles rondes (Drosera rotundifolia) sur les Tablelands.

À partir de 500 m d'altitude, la forêt cède la place à la toundra alpine. Celle-ci est composée de peuplements de diapensie (Diapensia lapponica), de camarine (Empetrum sp.), du raisin d'ours des Alpes (Arctostaphylos alpina), de mousses et de lichens. La serpentine des Tablelands donne au sol de la montagne un aspect désolé couvert de mousses et de plantes rares qui sont adaptées à la chimie particulière du sol. On retrouve 100 taxons considérés comme rares à Gros-Morne, dont la thélyptère de Quelpart (Thelypteris quelpaertensis), une espèce de fougères dont la population du Gros-Morne est la seule à l'Est des Rocheuses.

### Faune
L'île de Terre-Neuve est relativement pauvre en mammifères, avec seulement 14 espèces indigènes. Depuis les 400 dernières années, douze autres espèces ont été introduites par l'homme. Les ongulés que l'on retrouve dans le parc sont le caribou des bois (Rangifer tarandus caribou) et l'orignal (Alces americanus). Les carnivores sont représentés par l'ours noir (Ursus americanus), le renard roux (Vulpes vulpes), l'hermine (Mustela erminea) et le vison d'Amérique (Neovison vison). Les petits mammifères sont quant à eux représentés par la musaraigne cendrée (Sorex cinereus), le lièvre arctique (Lepus arcticus), le lièvre d'Amérique (Lepus americanus), l'écureuil roux américain (Tamiasciurus hudsonicus), le castor du Canada (Castor canadensis), la souris sylvestre (Peromyscus maniculatus), le campagnol des champs (Microtus pennsylvanicus) et le rat musqué (Ondrata zibethicus). Le parc est aussi fréquenté par deux espèces de chauve-souris, soit la petite chauve-souris brune (Myotis lucifugus) et la chauve-souris nordique (Myotis septentrionalis). La population de Terre-Neuve de la Martre d'Amérique (Martes americana atrata) est la seule espèce de mammifère en péril du parc.

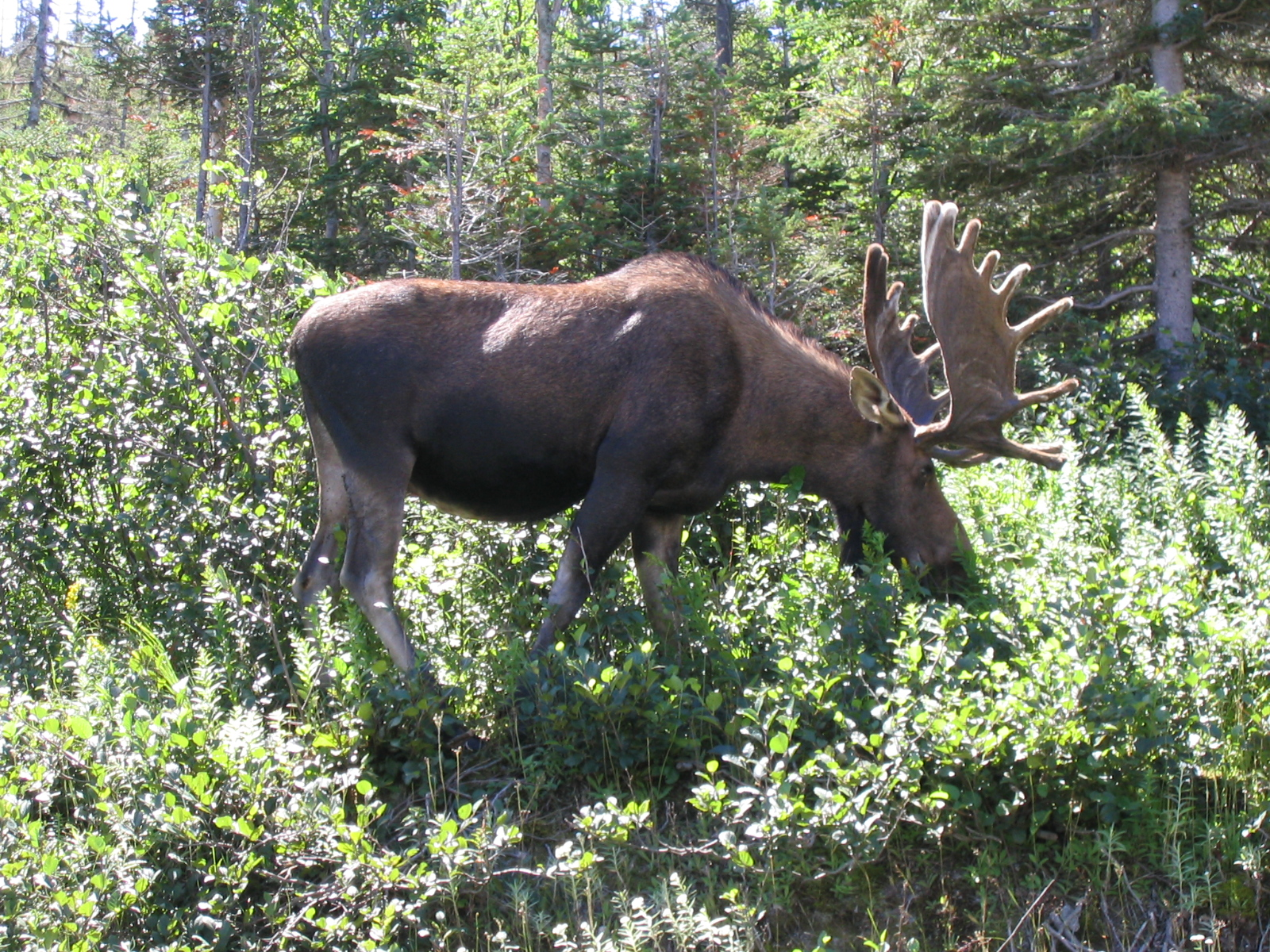
Orignal
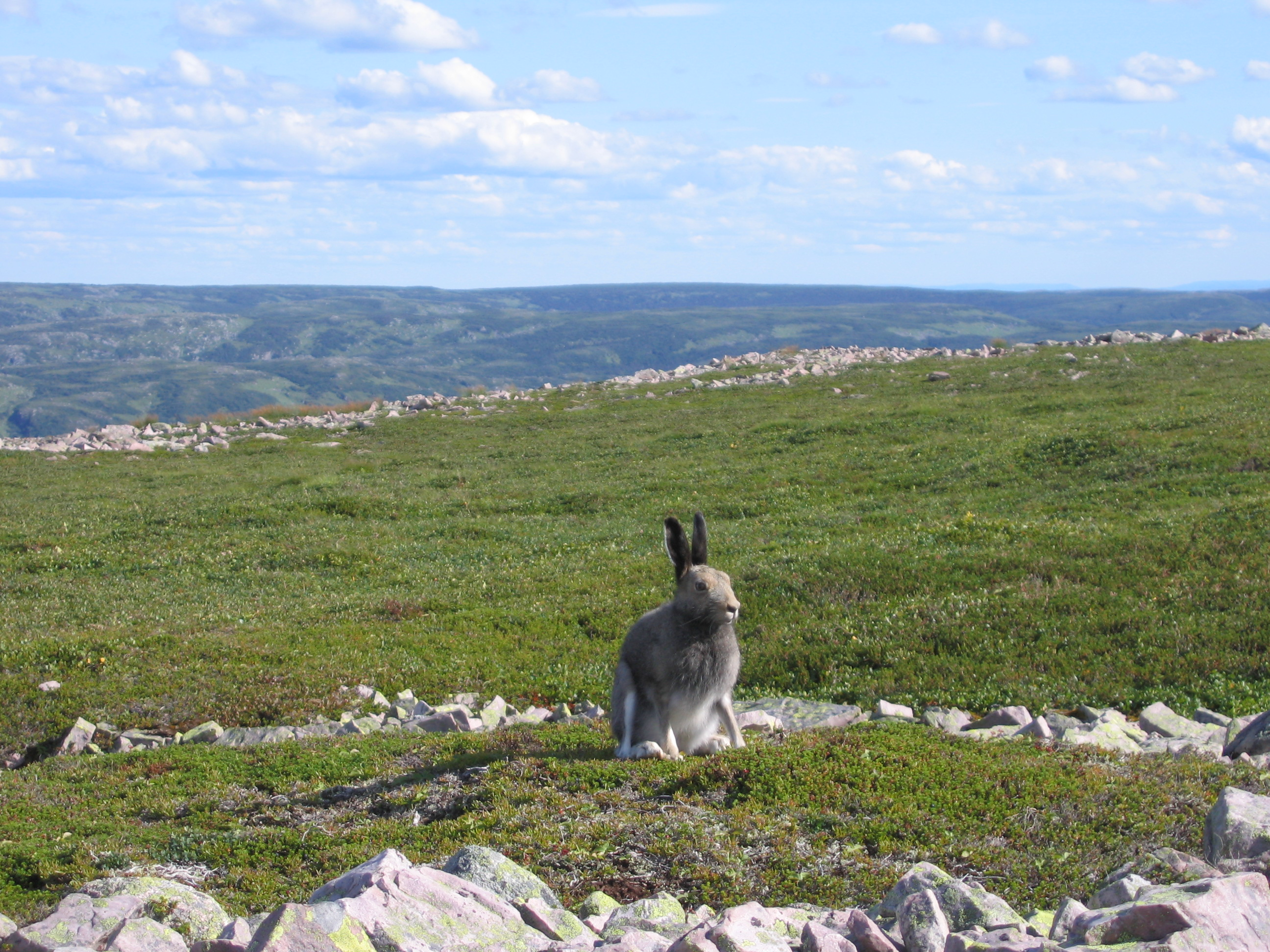
Lièvre arctique
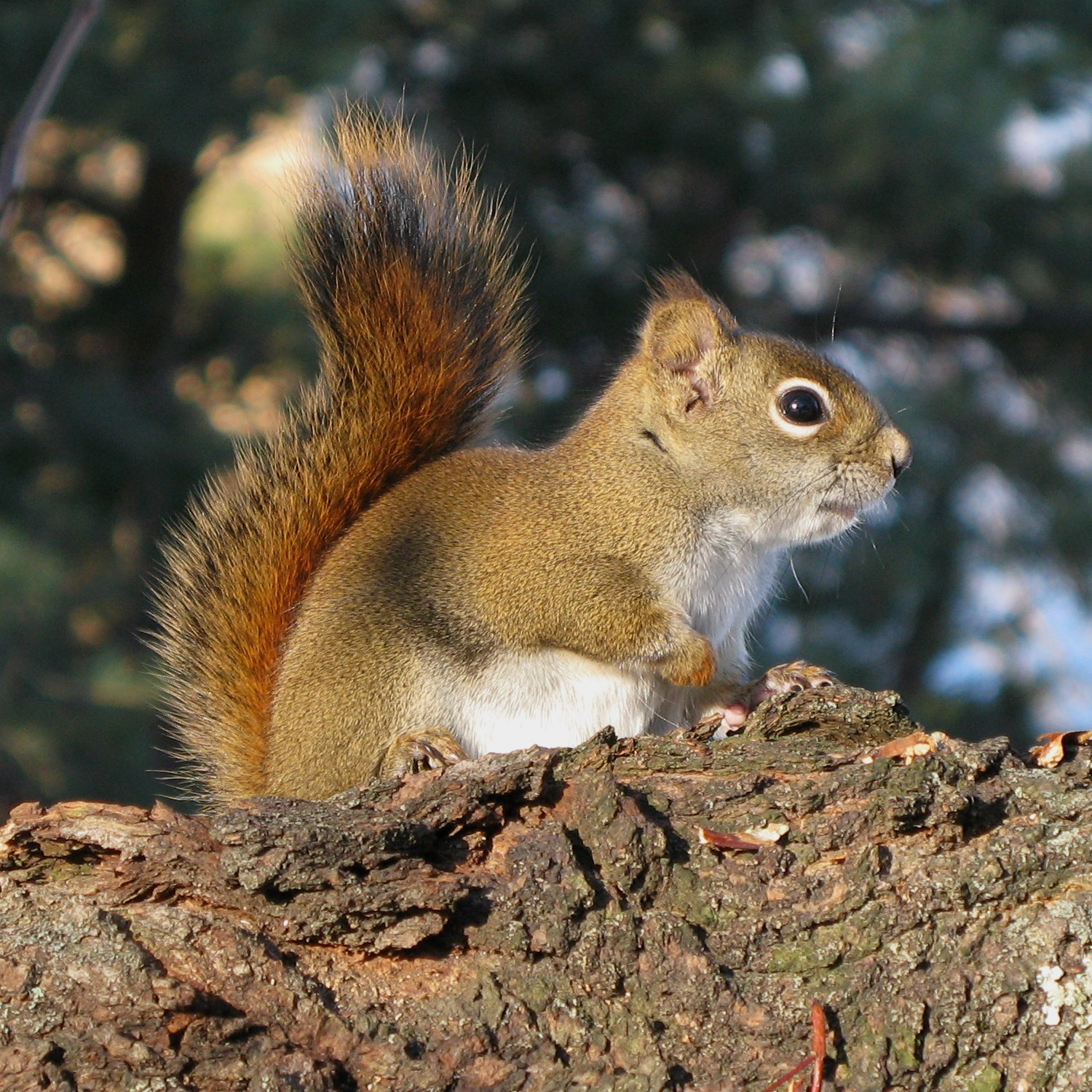
Écureuil roux américain

Les mammifères qui fréquentent les eaux près du parc sont le rorqual commun (Balaenoptera physalus), le globicéphale noir (Globicephala melas), le petit rorqual (Balaenoptera acutorostrata) et le phoque commun (Phoca vitulina).
On a recensé 239 espèces d'oiseaux dans le parc, dont 105 espèces y nichent. Parmi la sauvagine, on y retrouve la bernache du Canada (Branta canadensis), le canard noir (Anas rubripes), le garrot à œil d'or (Bucephala clangula), le fuligule à collier (Aythya collaris) et le harle huppé (Mergus serrator). Parmi les oiseaux limicoles, on retrouve le grand chevalier (Tringa melanoleuca), le chevalier grivelé (Actitis macularius) et la bécassine des marais (Gallinago gallinago). Parmi, les oiseaux marins, on retrouve le goéland argenté (Larus argentatus), le goéland à bec cerclé (Larus delawarensis), le goéland arctique (Larus glaucoides), le goéland à manteau ardoisé (Larus schistisagus), la sterne pierregarin (Sterna hirundo), la sterne arctique (Sterna paradisaea) et le guillemot à miroir (Cepphus grylle). Parmi les gallinacés on retrouve le tétras du Canada (Falcipennis canadensis) et le lagopède alpin (Lagopus muta). On rencontre aussi de nombreux oiseaux forestiers, comme le pic mineur (Picoides pubescens), la moucherolle à ventre jaune (Empidonax flaviventris), l'alouette hausse-col (Eremophila alpestris), la mésangeai du Canada (Perisoreus canadensis), la corneille d'Amérique (Corvus brachyrhynchos), le grand corbeau (Corvus corax), la mésange à tête noire (Poecile atricapillus), la mésange à tête brune (Poecile hudsonicus), le roitelet à couronne dorée (Regulus satrapa), le roitelet à couronne rubis (Regulus calendula), la grive à dos olive (Catharus ustulatus), la grive solitaire (Catharus guttatus), le merle d'Amérique (Turdus migratorius), le pipit spioncelle (Anthus spinoletta), l'étourneau sansonnet (Sturnus vulgaris), la paruline à tête cendrée (Dendroica magnolia), la paruline à croupion jaune (Dendroica coronata), la paruline à gorge noire (Dendroica virens), la paruline rayée (Dendroica striata), la Paruline jaune (Dendroica petechia), la paruline triste (Oporornis philadelphia), la paruline à calotte noire (Wilsonia pusilla), la paruline des ruisseaux (Seiurus noveboracensis), la paruline masquée (Geothlypis trichas), la paruline flamboyante (Setophaga ruticilla), le bruant des prés (Passerculus sandwichensis), le bruant chanteur (Melospiza melodia), le junco ardoisé (Junco hyemalis), le bruant à gorge blanche (Zonotrichia albicollis), le bruant fauve (Passerella iliaca), le bruant de Lincoln (Melospiza lincolnii), le bruant des marais (Melospiza georgiana), le bruant des neiges (Plectrophenax nivalis) et le tarin des pins (Carduelis pinus). Il y a sept oiseaux en péril dans le parc, soit la sous-espèce du bec-croisé des sapins (Loxia curvirostra percna), la mouette blanche (Pagophila eburnea), le moucherolle à côtés olive (Contopus cooperi), le faucon pèlerin (Falco peregrinus), la population de l'Est du garrot d'Islande (Bucephala islandica), le hibou des marais (Asio flammeus) et le quiscale rouilleux (Euphagus carolinus).

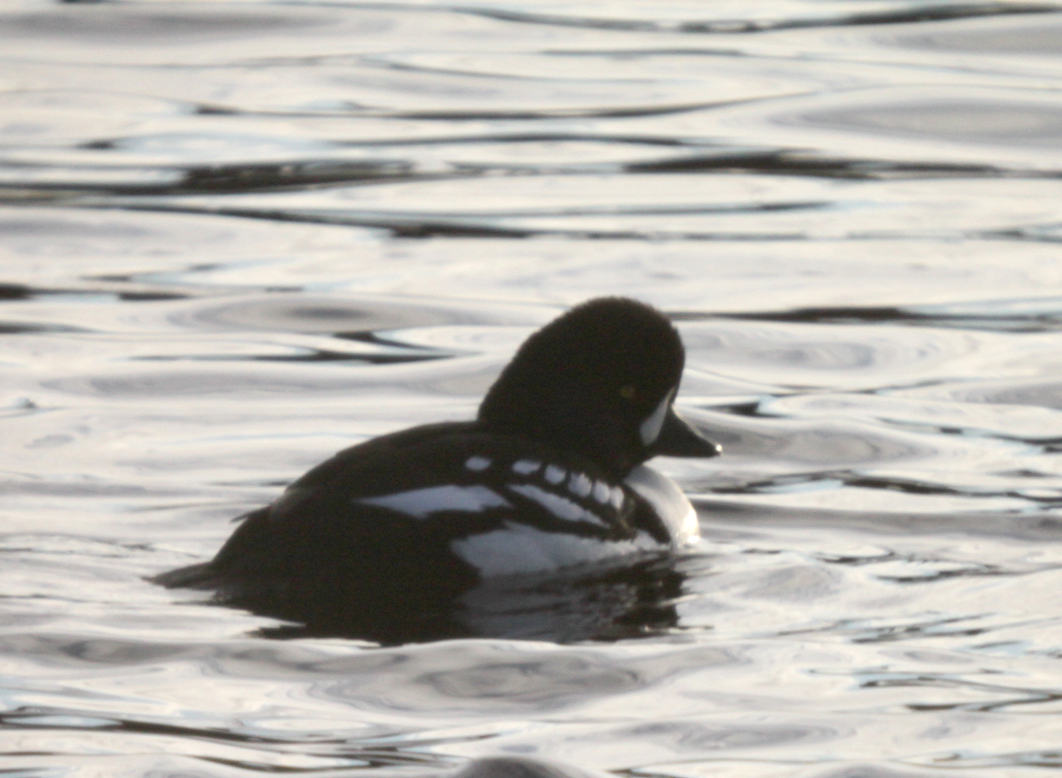
Garrot d'Islande
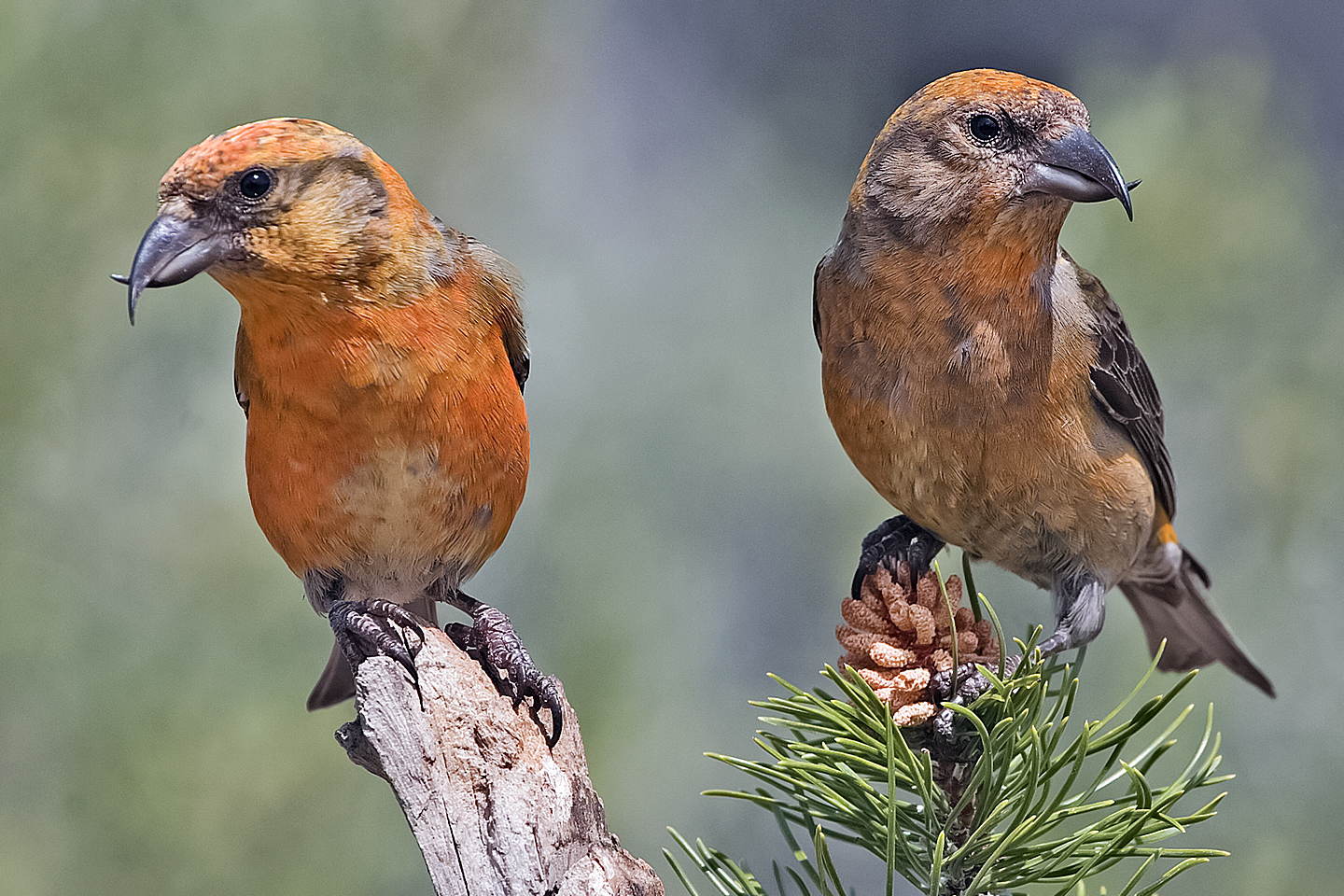
Bec-croisé des sapins
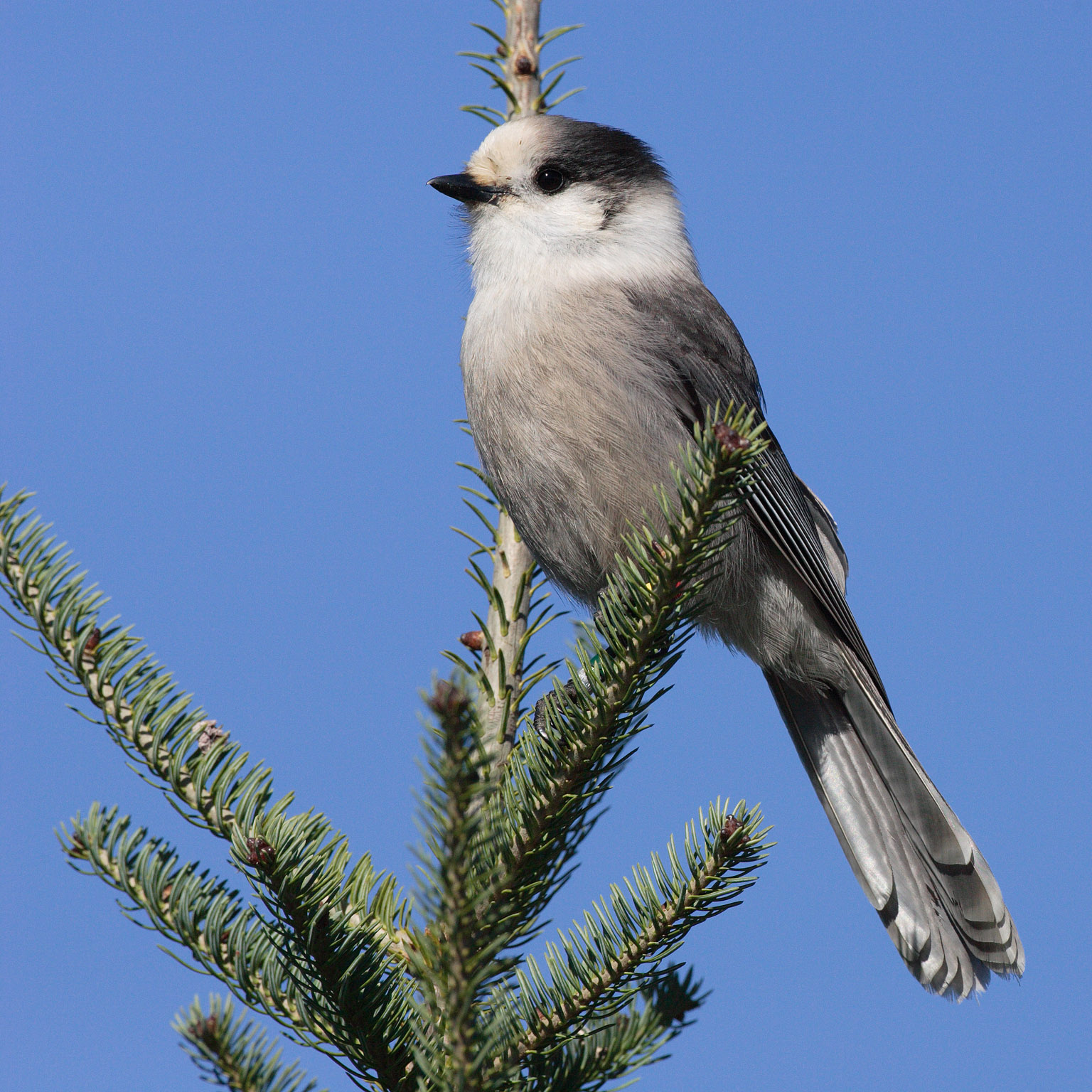
Mésangeai du Canada

L'une des particularités de Terre-Neuve est l'absence de poissons d'eau douce. La totalité des espèces fréquentant les rivières sont anadrome ou catadrome. On retrouve 11 espèces dans le parc, soit le saumon atlantique (Salmo salar), l'omble de fontaine (Salvelinus fontinalis), l'omble chevalier (Salvelinus alpinus), l'éperlan arc-en-ciel (Osmerus mordax), l'anguille d'Amérique (Anguilla rostrata), le poulamon atlantique (Microgadus tomcod), le gaspareau (Alosa pseudoharengus), l'épinoche à quatre épines (Apeltes quadracus), l'épinoche à trois épines (Gasterosteus aculeatus), l'épinoche tachetée (Gasterosteus wheatlandi) et l'épinoche à neuf épines (Pungitius pungitius). On rencontre aussi une espèce exotique dans la rivière Trout, la truite arc-en-ciel (Oncorhynchus mykiss). Celle-ci pourrait représenter une menace pour les autres salmonidés du parc. L'Anguille d'Amérique est la seule espèce de poissons considérée en péril.

## Histoire
Terre-Neuve est habitée depuis environ 5 000 ans. La première culture à s'y installer fut celle des Amérindiens de l'Archaïque maritime. Ceux-ci étaient spécialisés dans la chasse aux mammifères marins et la pêche. Un site très bien préservé de cette culture est d'ailleurs visible à Port au Choix, à 160 km au nord du parc. Celle-ci fut ensuite remplacée par les paléo-esquimaux de la culture de Dorset qui occupèrent Terre-Neuve jusqu'à il y a 1 100 ans. Les Amérindiens revinrent à Terre-Neuve, il y a environ 2 000 ans. Contrairement aux cultures amérindiennes précédentes, ces derniers étaient moins tournés vers la mer et avaient une économie plus diversifiée. Ce sont les ancêtres directs des Béothuks. Il y a peu de sites relevant la présence amérindienne dans le parc même, n'ayant que deux sites datant d'il y a mille ans.

### La côte française

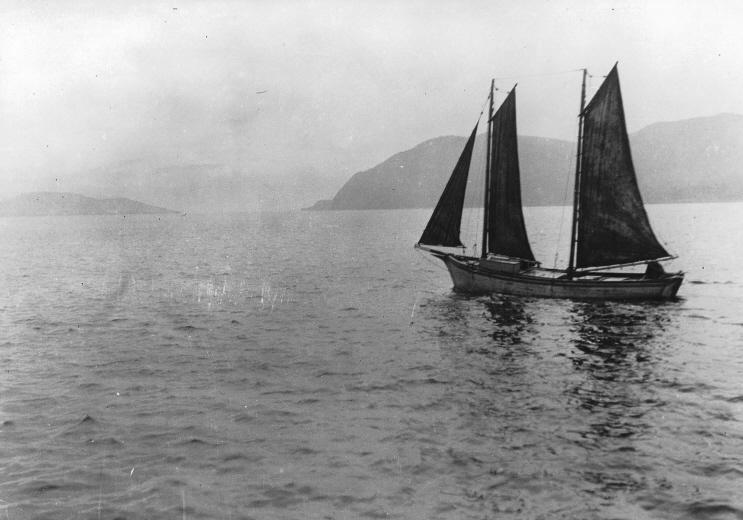
Voilier sur la Bonne Baie, 1908.

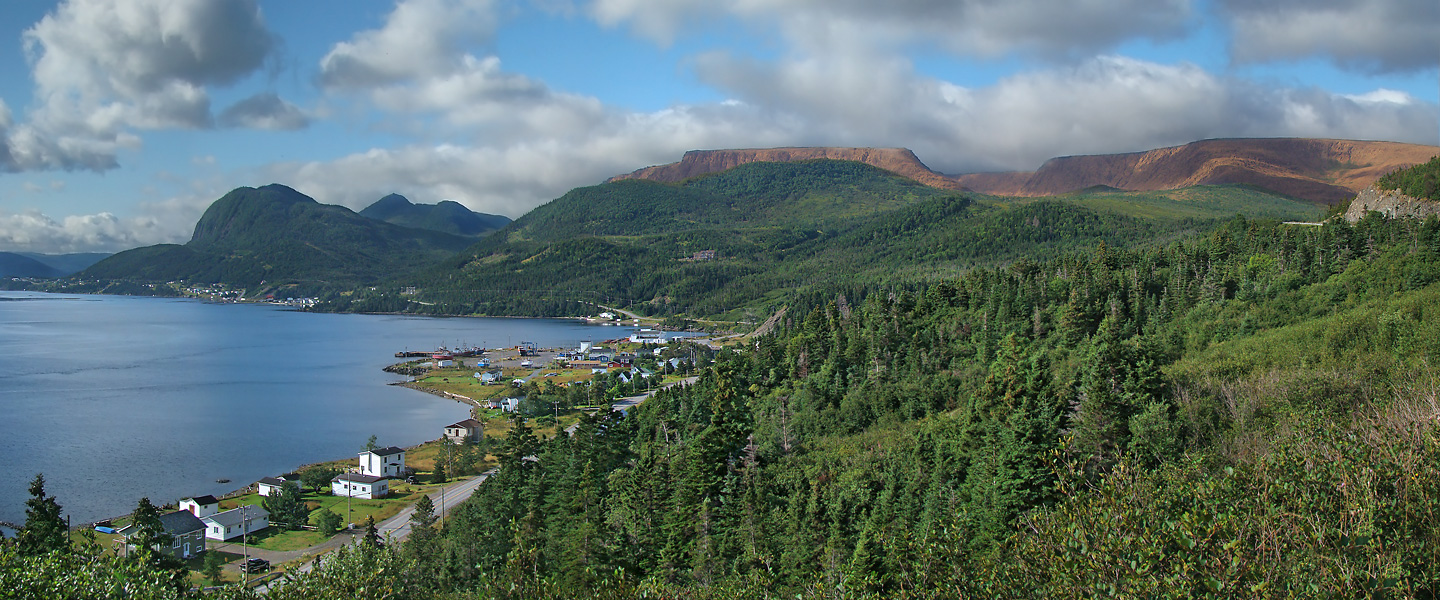
Le pic a Tenerife (dernier plan à gauche), nommé ainsi par James Cook.

Les premiers Européens à avoir probablement fréquenté la région sont les vikings. Le seul établissement connu, L'Anse aux Meadows, n'est qu'à quelques centaines de kilomètres au nord. Elle fut aussi fréquentée au XVIIe siècle par les baleiniers basques installés à Red Bay, de l'autre bord du détroit de Belle Isle, sur la côte sud du Labrador. Jacques Cartier fut le premier européen à décrire la région en 1534. Un autre grand explorateur qui a parcouru la côte fut James Cook qui cartographia celle-ci lors de la guerre de Sept Ans.
Durant tout le XVIe siècle, la France et l'Angleterre se disputèrent la possession de Terre-Neuve. Elle fut finalement cédée à l'Angleterre lors des traités d'Utrecht en 1713, contre un lucratif droit de séchage de morue sur la côte nord-est de l'île. En 1783, la croissance de la population de Terre-Neuve eût pour conséquence le déplacement de la « côte française » sur la côte Ouest, qui était inhabitée. Des colons britanniques commencèrent à s'installer sur la côte comme squatteurs dans la région. Ceux-ci vécurent presque en autarcie, principalement de la pêche à la morue et au saumon.
En 1809, Joseph Bird, un marchand anglais, ouvrit un poste de traite de marchandises à Woody Point, ce qui permit aux habitants de la région d'échanger leurs fourrures et leurs poissons contre des denrées. Durant les années 1870, la pêche au hareng devint populaire dans la Bonne Baie car on l'utilisait comme appât pour la morue. Celle-ci ne dura qu'une dizaine d'années et fut remplacée par la pêche au homard. À la fin du XIXe siècle, il y avait 76 conserveries employant 1 400 personnes. La population de la côte Ouest commença à avoir un différend territorial avec la France, occasionnant des hostilités entre les pêcheurs français et terre-neuviens. En 1904, les droits de pêche et de séchage furent échangés contre des territoires en Afrique, la France ne conservant que Saint-Pierre-et-Miquelon.

### Période moderne

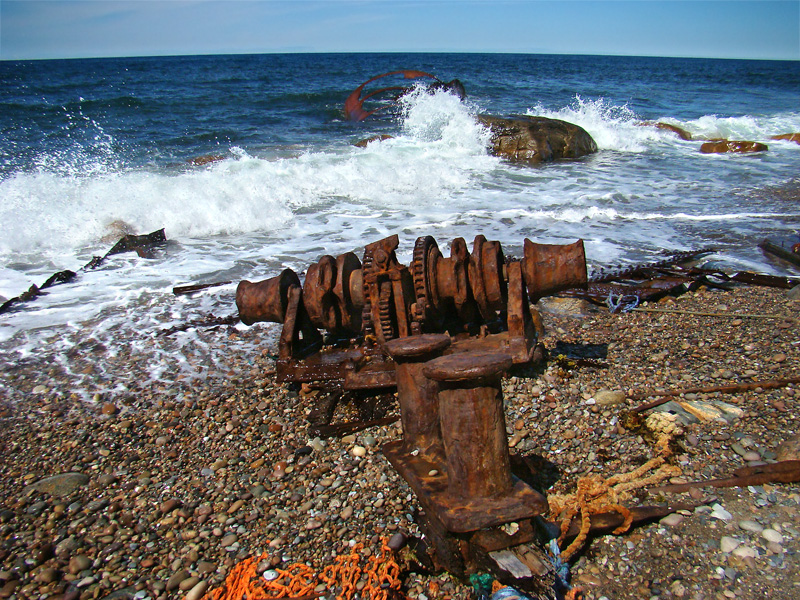
L'épave du S.S. Ethie.

Le 11 décembre 1919, le caboteur à vapeur S.S. Ethie s'échoua sur la côte à quelques kilomètres au nord de Sally's Cove. Les 92 passagers et membres de l'équipage ont tous été sauvés mais le bateau fut totalement perdu. On peut d'ailleurs toujours voir les restes de l'épave.
Malgré le retrait des pêcheurs français, la pêche locale s'effondra quand même. À partir des années 1920, une scierie ouvrit à Lomond, un village maintenant abandonné, situé dans le parc et employant les anciens pêcheurs comme bûcherons. Terre-Neuve a rejoint le Canada en 1949 à la suite de deux référendums. Les programmes fédéraux suivant la confédération ont permis l'électrification de la région, ainsi que la réalisation de routes pour relier les villages et la construction d'écoles. La venue de nouvelles industries changea aussi l'économie de la région.

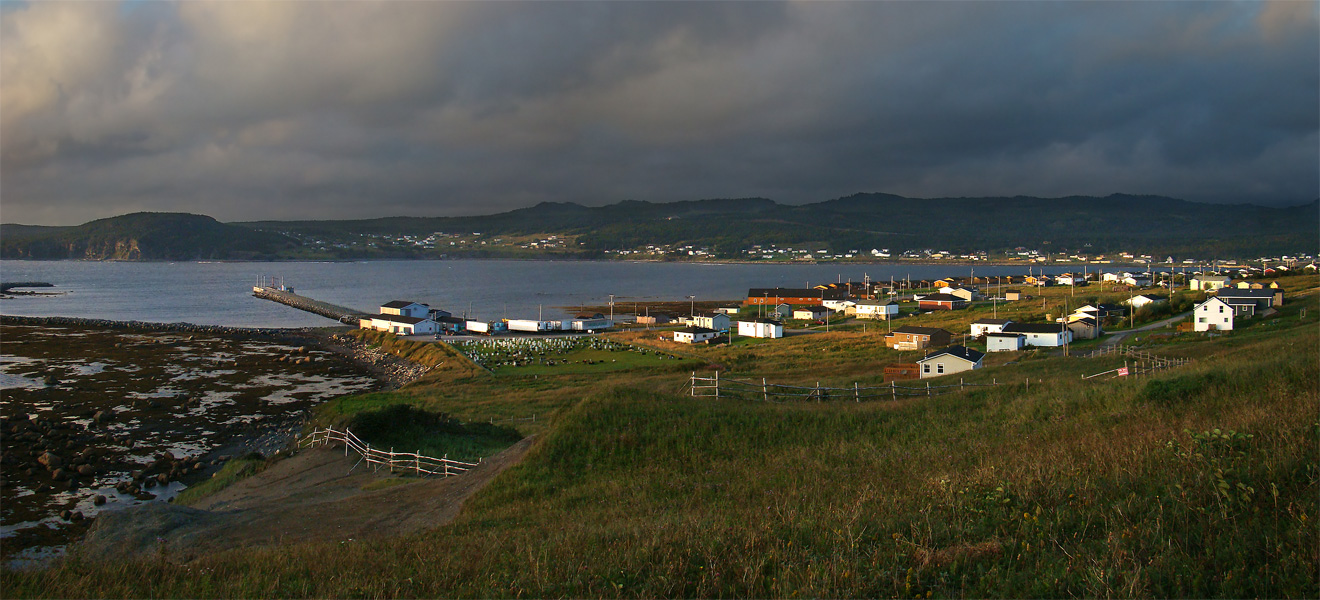
Le village de Rocky Harbour.

En 1973, Terre-Neuve-et-Labrador transféra les terres du parc au fédéral, à la suite d'une entente fédérale-provinciale. Cette entente permet aux résidents locaux de récolter le bois du parc pour leur usage domestique, de pratiquer la chasse au collet du lièvre d'Amérique et de se servir de huit aires de débarquement du poisson. Bien que cette entente ait eu pour objectif la création d'un parc national, Parcs Canada décida de ne pas le créer tout de suite. En 1983, une modification à l'entente exclue les sites débarquement de poisson du futur parc. En 1987, le site est reconnu comme site du patrimoine mondial par l'UNESCO. Il a été agréé principalement pour ses paysages d'une grande beauté visuelle ainsi que pour ses formations géologiques qui contribuent à la compréhension de la tectonique des plaques. Le parc fut quant à lui créé officiellement le 1er octobre 2005 à la suite de la publication du règlement des dispositions sur la chasse au collet et la coupe du bois dans le parc.

## Gestion et administration
Le parc est administré, à partir de Rocky Harbour, par Parcs Canada, une agence du ministère de l'Environnement du Canada. Pour l'année financière 2011-2012, l'agence dispose d'un budget de 696 millions de dollars pour gérer 42 parcs nationaux, 956 lieux historiques nationaux — dont 167 gérés directement par l'agence — et quatre aires marines nationales de conservation.
Créé en 1911 sous le nom de division des parcs du Dominion, Parcs Canada est le premier service de parcs nationaux à avoir été créé au monde. Depuis 1930, la Loi sur les parcs nationaux interdit l'exploration et l'exploitation minières ainsi que l'exploitation forestière dans les parcs. En 1970, Parcs Canada adopte un plan pour la création de nouveaux parcs nationaux basé sur la représentativité des caractéristiques physiques, biologiques et géographiques des 39 régions terrestres du Canada. Actuellement[Quand ?], 28 des 39 régions terrestres, soit 70 % du réseau, sont représentées par un parc national.
Le parc engage une équipe de 120 employés permanents. En 2004, celui-ci avait un budget annuel de 6 844 000 $.

## Tourisme

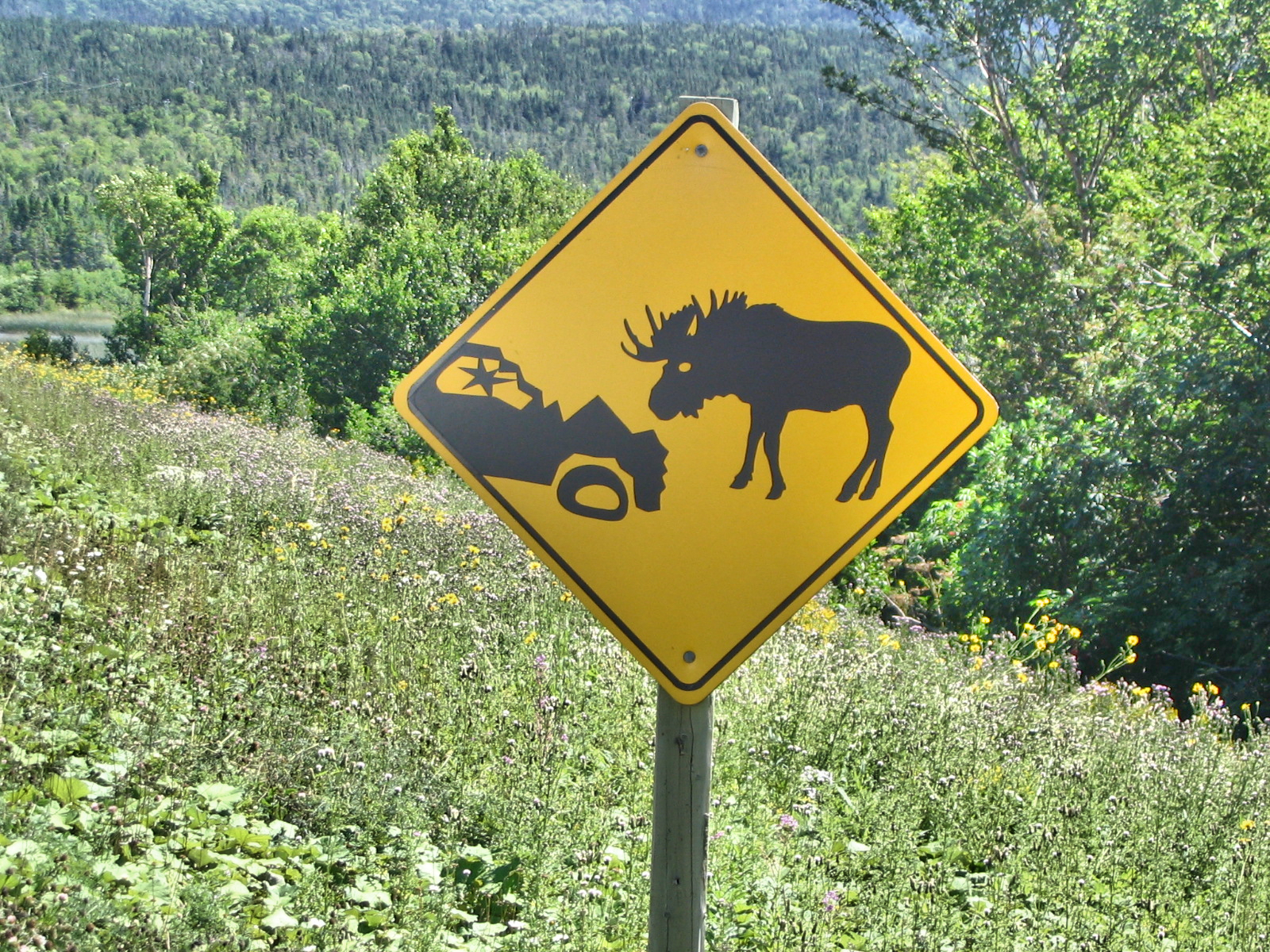
Panneau routier typique de Gros-Morne.

Le parc a été visité en 2010-2011 par 186 798 personnes, ce qui en fait le deuxième parc national de la province le plus visité, après celui de Terra-Nova. En 2004, une étude a établi la dépense totale des visiteurs du parc à 35 millions de dollars, soit environ 15 % de ce que les touristes dépensent dans la province. Un quart des 431 000 visiteurs de l'extérieur de la province visite le parc.

### Infrastructure
Le parc est accessible à partir des routes 430 et 431, au départ de la ville de Deer Lake, située à une trentaine de kilomètres au sud du parc. La route 430 fait partie du réseau routier national et permet l'accès au nord de la Bonne Baie, jusqu'à l'extrémité Nord de la péninsule Northern. La route 431 dessert le sud de la Bonne Baie et la communauté de Trout River.
Le parc comprend cinq terrains de camping totalisant 280 emplacements. En plus de l'hébergement dans le parc, il est possible de camper dans des terrains de camping privés ou d'être hébergé dans des hôtels, gîtes et auberges situés dans les localités adjacentes au parc.
Le parc possède 9 aires de pique-nique. Il est parcouru par plus de 100 km de sentiers de randonnée pédestre et il est aussi possible de faire de la grande randonnée pédestre, hors sentiers, au sommet des monts Long Range. On peut également pratiquer la pêche, le kayak, la baignade et faire des excursions en bateau sur l'étang Western Brook. La navigation en bateau à moteur est permise sur la Bonne Baie et l'étang Trout River. En hiver, il est possible de faire du ski de fond et de la motoneige.

## Environs
Il y a plusieurs parcs provinciaux non loin du parc du Gros-Morne. La route 430 est située sur un circuit touristique surnommé la « route des Vikings » qui permet d'atteindre L'Anse aux Meadows, l'autre site du patrimoine mondial de Terre-Neuve-et-Labrador et le seul lieu authentifié attestant la présence viking en Amérique du Nord. La péninsule Northern possède aussi d'autres attraits dont le lieu historique national de Port au Choix, qui témoigne de la présence autochtone sur 5 000 ans. Au long de cette route, il est aussi possible de visiter plusieurs aires protégées provinciales, comme la réserve écologique de Table Point et les parcs provinciaux des Arches et de Pistolet Bay. À l'ouest, le parc provincial aquatique de la Rivière-Main protège le bassin de la rivière Main, un cours d'eau faisant partie du réseau des rivières du patrimoine canadien.

## Panorama

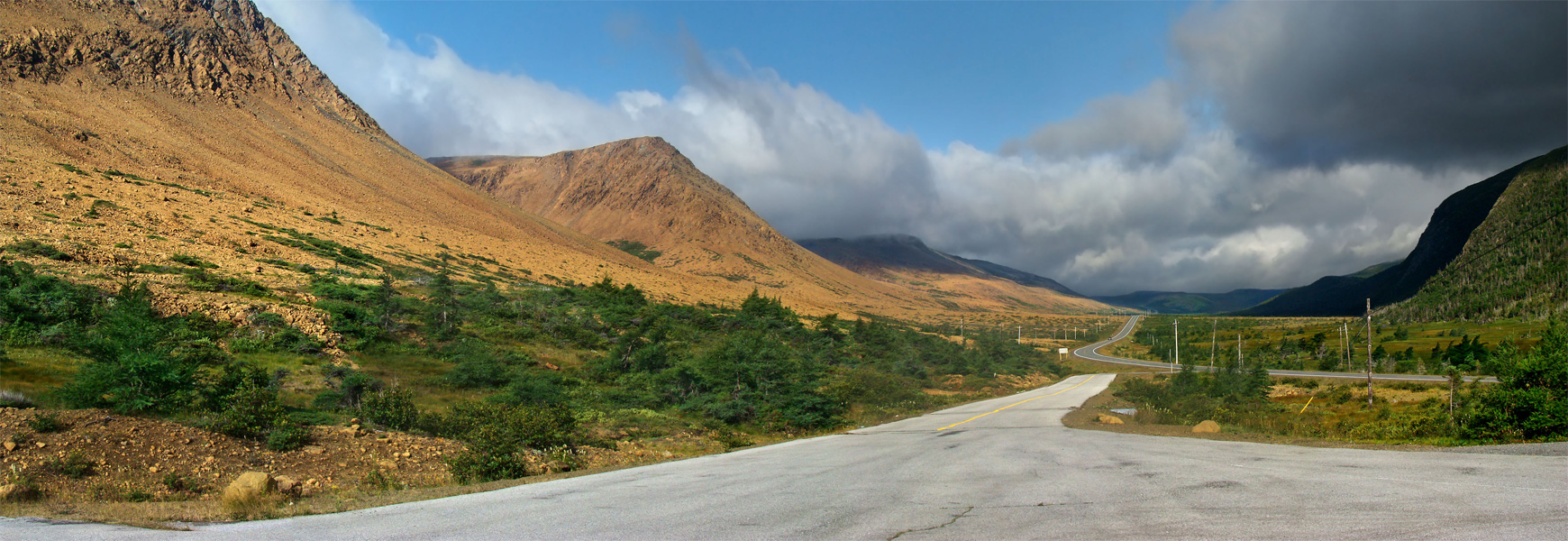
Les montagnes Tablelands vues de la Route 431.